# Phintella hongkan
Espèce
Phintella hongkan est une espèce d'araignées aranéomorphes de la famille des Salticidae.

## Distribution
Cette espèce est endémique de Hainan en Chine. Elle se rencontre dans le xian de Baisha.

## Description
Le mâle holotype mesure 2,93 mm et la femelle paratype 3,01 mm.

## Systématique et taxinomie
Cette espèce a été décrite par Wang, Gan et Mi en 2024.

## Étymologie
Son nom d'espèce lui a été donné en référence au lieu de sa découverte, Hongkan.

## Publication originale
- Wang, Gan & Mi, 2024 : « On two species of Phintella Strand, 1906 from Hainan, China (Araneae, Salticidae). » Biodiversity Data Journal, vol. 12; no e138400, p. 1-8 (texte intégral).